# Creepy
Creepy va ser el títol de dues revistes especialitzades en còmic de terror: Una nord-americana i una altra  espanyola, que al principi compartien molt del seu material. Inspirades en les publicacions d'EC Comics (Entertaining Comics), sobretot en "Tales from de Crypt" ("Historias de la cripta" en castellà), on apareixia el "vigilant de la cripta" (The Crypt-Keeper), que inspiraria el personatge mascota de la revista l'"Oncle Creepy" i les pel·lícules "Creepshow" de George A. Romero i Stephen King.
La versió nord-americana va aparèixer el 1964 editada per Warren Publishing. En el seu moment de major auge, "tirava tres milions d'exemplars, que anaven no només al  mercat nord-americà, també a  Canadà,  Anglaterra". Actualment la companyia Dark Horse aquesta publicant una reedició en volums de la col·lecció original de Creepy i una revista periòdica amb material nou.
La versió espanyola va ser editada per Toutain Editor a partir de 1979, formant part de l'anomenat boom del còmic adult a Espanya. Pel que sembla, l'edició nord-americana rebia cartes de lectors queixant-se de la  influència espanyola que es notava a la revista, mentre que l'edició espanyola ho feia respecte a la influència americana.

## L'edició nord-americana (1964-1983)
Va constar de 145 números:
El 1970 Jim Warren es va entrevistar amb Josep Toutain, que havia viatjat amb una carpeta plena d'originals a Nova York per buscar nous mercats i gèneres per als artistes deSelecciones Ilustradas, que fins llavors havien treballat principalment per al  mercat britànic. Jim Warren va quedar tan impressionat per la relació qualitat / preu dels dibuixos que a l'any següent començava un desembarcament d'autors espanyols, primer a Eerie.

## L'edició espanyola (1979-1985, 1990-1992, 2010)

### Primera època (Toutain Editor), 1979-1985, 79 números publicats
Sota el lema "La millor publicació mundial de terror" recopilava en els seus primers números historietes ja publicades en els darrers números de l'edició nord-americana de la revista, VampirellaiEerie, encara incorporar una altra de  1984 en el nombre 3 i diverses historietes de Richard Corben procedents de fanzines (números 0 i 3).
La revista va tenir 60 pàgines. El seu preu va ser de 100 pessetes en els dos primers números, 125 pessetes, del 3 al 32.
En els seus primers números, l'última historieta, generalment més antiga, era precedida per una petita ressenya biogràfica de l'autor de la mateixa (Neal Adams, Reed Crandall, Víctor de la Fuente, Josep M. Beà, Richard Corben, Pat Boyette,  Luis García, Esteban Maroto, etc.)

### (Planeta DeAgostini), 2010
Recull dels 5 primers números de la versió nord-americana en enquadernació cartoné.